# Juan Vicente Pérez Aras
Juan Vicente Pérez Aras (Benissanó, 13 de novembre de 1963) és un politòleg i polític valencià, diputat al Congrés dels Diputats en la X, XI i XII Legislatures.

## Biografia
Llicenciat en Ciències Polítiques i de l'Administració en la Universitat CEU San Pablo, és tècnic superior en protocol i Relacions Institucionals per la Universitat Miguel Hernández. És vocal de la Junta Directiva de l'Associació Valenciana de Politòlegs (Avapol).
Militant del Partido Popular des de jove, n'ha estat secretari d'area del Comitè Executiu Provincial de València i membre del Comitè Executiu del PP-Camp de Túria. Fou elegit regidor de l'Ajuntament de Benissanó a les eleccions municipals espanyoles de 1991, 1995, 1999 i 2003, i ha exercit diverses responsabilitats a la Diputació de València.
En gener de 2015 va substituir en el seu escó Ignacio Uriarte Ayala, elegit diputat a les eleccions generals espanyoles de 2011. Ha estat ponent de la Ponència del Projecte de Llei de l'estatut membre d'Espanya a Eurojust (121/135). Ha renovat l'escó a les eleccions generals espanyoles de 2015 i 2016.